# Meralluride
Meralluride là thuốc lợi tiểu thủy ngân.